# دومنیکو پروکاچی
دومنیکو پروکاچی (انگلیسی: Domenico Procacci؛ زادهٔ ۸ فوریه ۱۹۶۰) یک تهیه‌کننده اهل ایتالیا است.
از فیلم‌ها یا برنامه‌های تلویزیونی که وی در آن نقش داشته است می‌توان به ابریشم اشاره کرد.

## فیلم‌شناسی
- ۱۹۹۰ - ایستگاه
- ۱۹۹۲ - گریز کودک بی‌گناه
- ۱۹۹۳ - بابی پسر بد
- ۱۹۹۴ - Like Two Crocodiles
- ۱۹۹۴ - The Life and Extraordinary Adventures of Private Ivan Chonkin
- ۱۹۹۶ - Bits and Pieces
- ۱۹۹۶ - The Quiet Room
- ۱۹۹۷ - The Grey Zone
- ۱۹۹۸ - Radiofreccia
- ۱۹۹۸ - Dance Me to My Song
- ۱۹۹۸ - Ecco fatto
- ۱۹۹۸ - The Room of the Scirocco
- ۱۹۹۹ - But Forever in My Mind
- ۲۰۰۰ - Johnny the Partisan
- ۲۰۰۱ - The Monkey's Mask
- ۲۰۰۱ - The Last Kiss
- ۲۰۰۱ - Dark Blue World
- ۲۰۰۱ - گرد و غبار
- ۲۰۰۱ - He Died with a Felafel in His Hand
- ۲۰۰۲ - The Tracker
- ۲۰۰۲ - The Embalmer
- ۲۰۰۲ - Respiro
- ۲۰۰۲ - Maximum Velocity (V-Max)
- ۲۰۰۳ - مرا به خاطر بسپار، عشق من
- ۲۰۰۳ - پروژه الکساندرا
- ۲۰۰۳ - پرونده سری
- ۲۰۰۳ - Break Free
- ۲۰۰۴ - اولین عشق
- ۲۰۰۴ - پیامدهای عشق
- ۲۰۰۴ - Lavorare con lentezza
- ۲۰۰۵ - بلیت‌ها
- ۲۰۰۵ - Mario's War
- ۲۰۰۶ - Our Land
- ۲۰۰۶ - Ten Canoes
- ۲۰۰۶ - The Family Friend
- ۲۰۰۷ - دکتر پلونک
- ۲۰۰۷ - ابریشم
- ۲۰۰۷ - The Right Distance
- ۲۰۰۸ - Quiet Chaos
- ۲۰۰۸ - The Past Is a Foreign Land
- ۲۰۰۸ - هفت زندگی
- ۲۰۰۸ - Gomorrah
- ۲۰۰۸ -  Un giorno perfetto
- ۲۰۰۹ - The White Space
- ۲۰۰۹ - فضانورد
- ۲۰۱۰ -  Baciami ancora
- ۲۰۱۰ - Loose Cannons
- ۲۰۱۰ - نسخه بارنی
- ۲۰۱۰ - La passione
- ۲۰۱۱ - Qualunquemente
- ۲۰۱۱ - The Perfect Life
- ۲۰۱۱ - بخشش خون
- ۲۰۱۱ - Habemus Papam
- ۲۰۱۱ - The Last Man on Earth
- ۲۰۱۱ - Drifters
- ۲۰۱۲ - Diaz – Don't Clean Up This Blood
- ۲۰۱۲ - Magnificent Presence
- ۲۰۱۲ - واقعیت
- ۲۰۱۳ - The Fifth Wheel
- ۲۰۱۴ - I Can Quit Whenever I Want
- ۲۰۱۵ - مادر من